# Callionima pan
Callionima pan (Cramer, 1779) è un lepidottero appartenente alla famiglia Sphingidae, diffuso in America Centrale e Meridionale.

## Descrizione

### Adulto
Nell'ala anteriore l'apice termina tronco, e subito posteriormente, il margine esterno appare fortemente rientrante; rispetto a C. denticulata il margine esterno è solo lievemente dentellato. La pagina superiore mostra una pallida area costale triangolare davanti alla macchia argentata, ed una seconda area costale più piccola all'altezza della biforcazione subcostale. La banda di lunule bruno-pallide, distale rispetto all'apice della cellula discoidale, risulta appena accennata o assente. Sulla pagina inferiore, sia l'area basale, sia quella distale, si mostrano scure (D'Abrera, 1986).

Nell'ala posteriore l'apice è acuto e finemente punteggiato; la macchia anale nera ha una larghezza inferiore a 1,5 mm.

Nel genitale maschile, l'uncus è molto simile a quello di C. inuus, ma il lobo mediano appare più allungato e appuntito. Pure lo gnathos e simile a quello di C. inuus, ma con i processi meno convergenti, più lunghi e sinuosi. L'edeago risulta privo di armatura esterna.

L'apertura alare è di circa 64 mm.

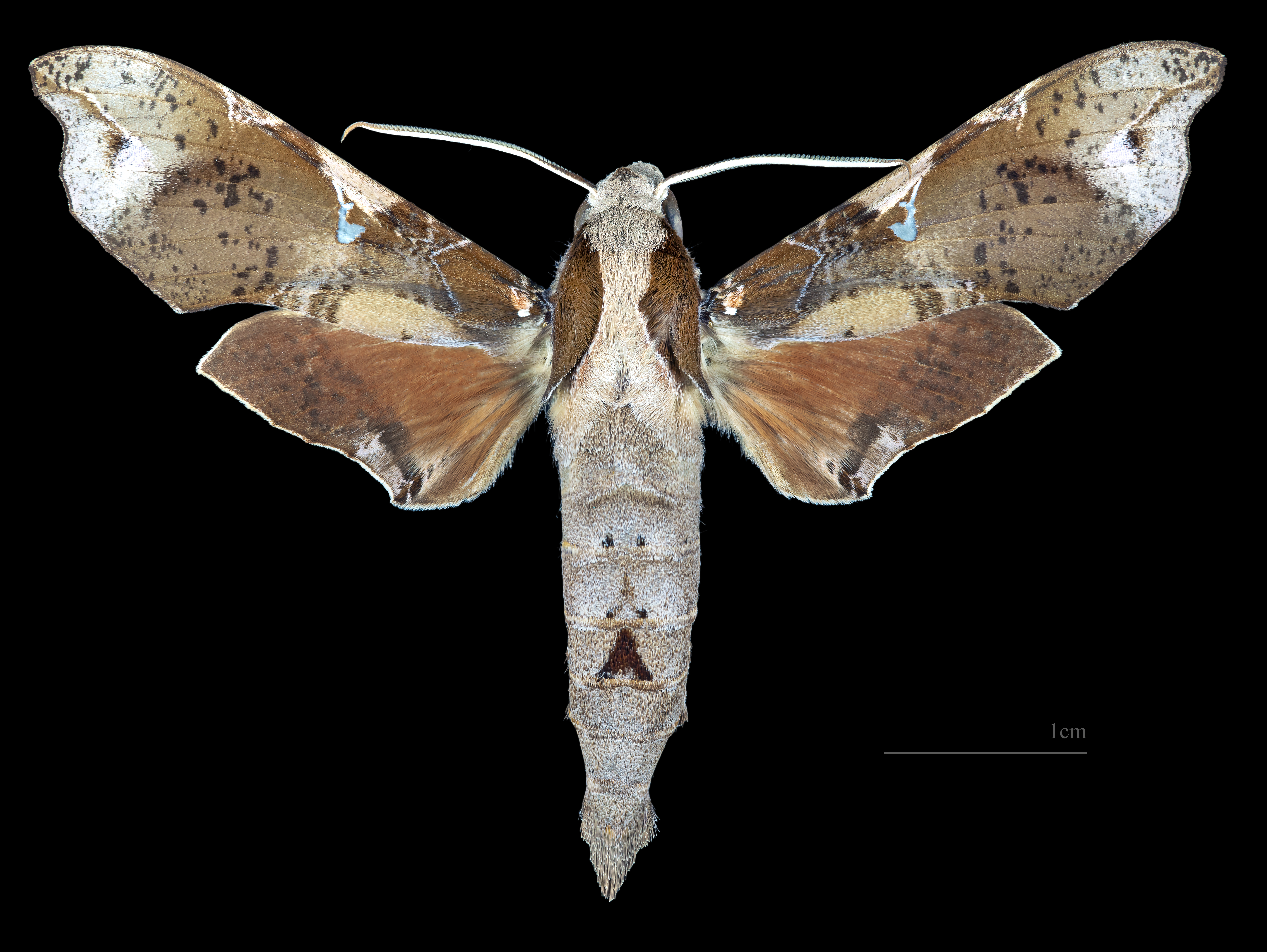
Callionima pan ♂
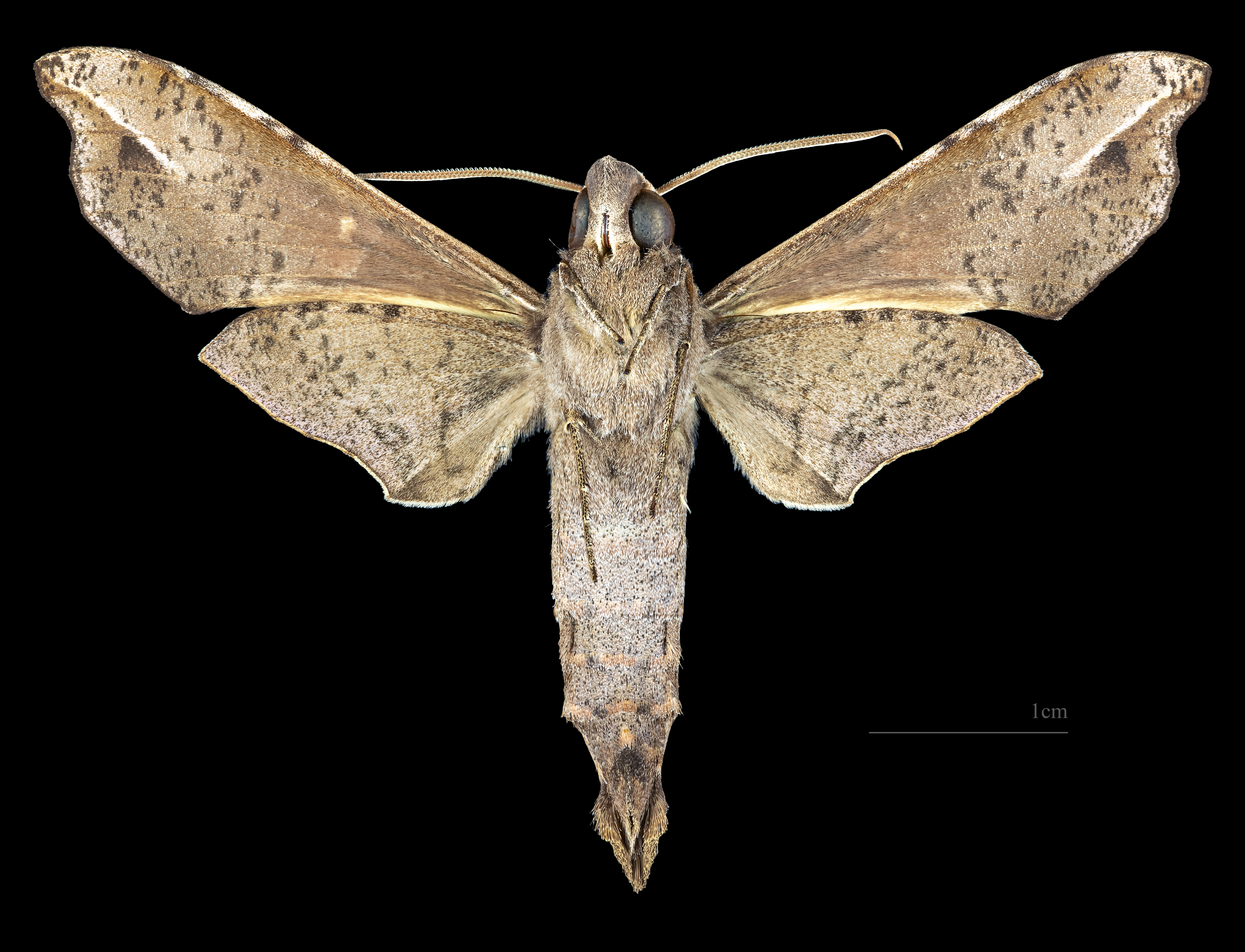
Callionima pan ♂   △
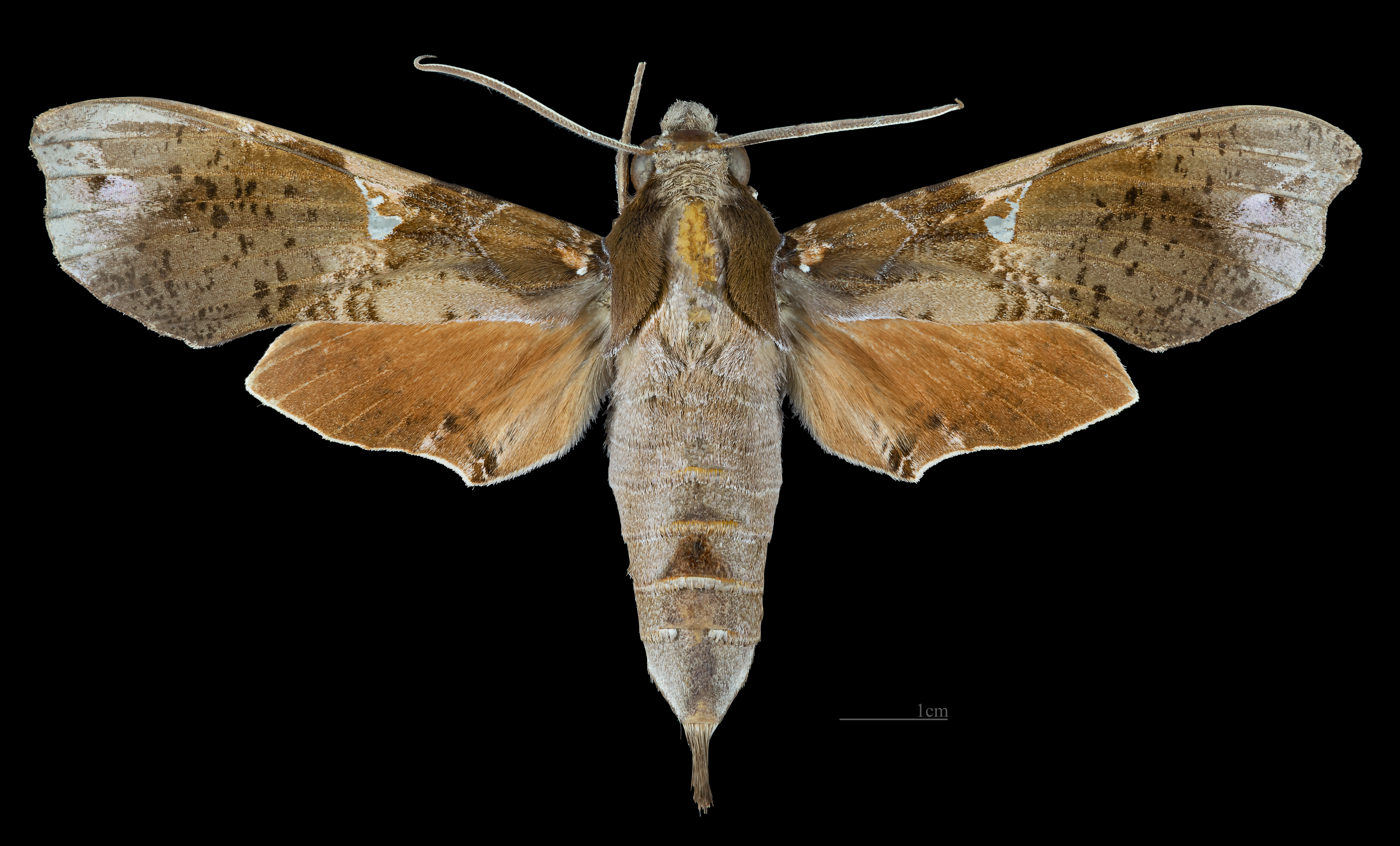
Callionima pan ♀
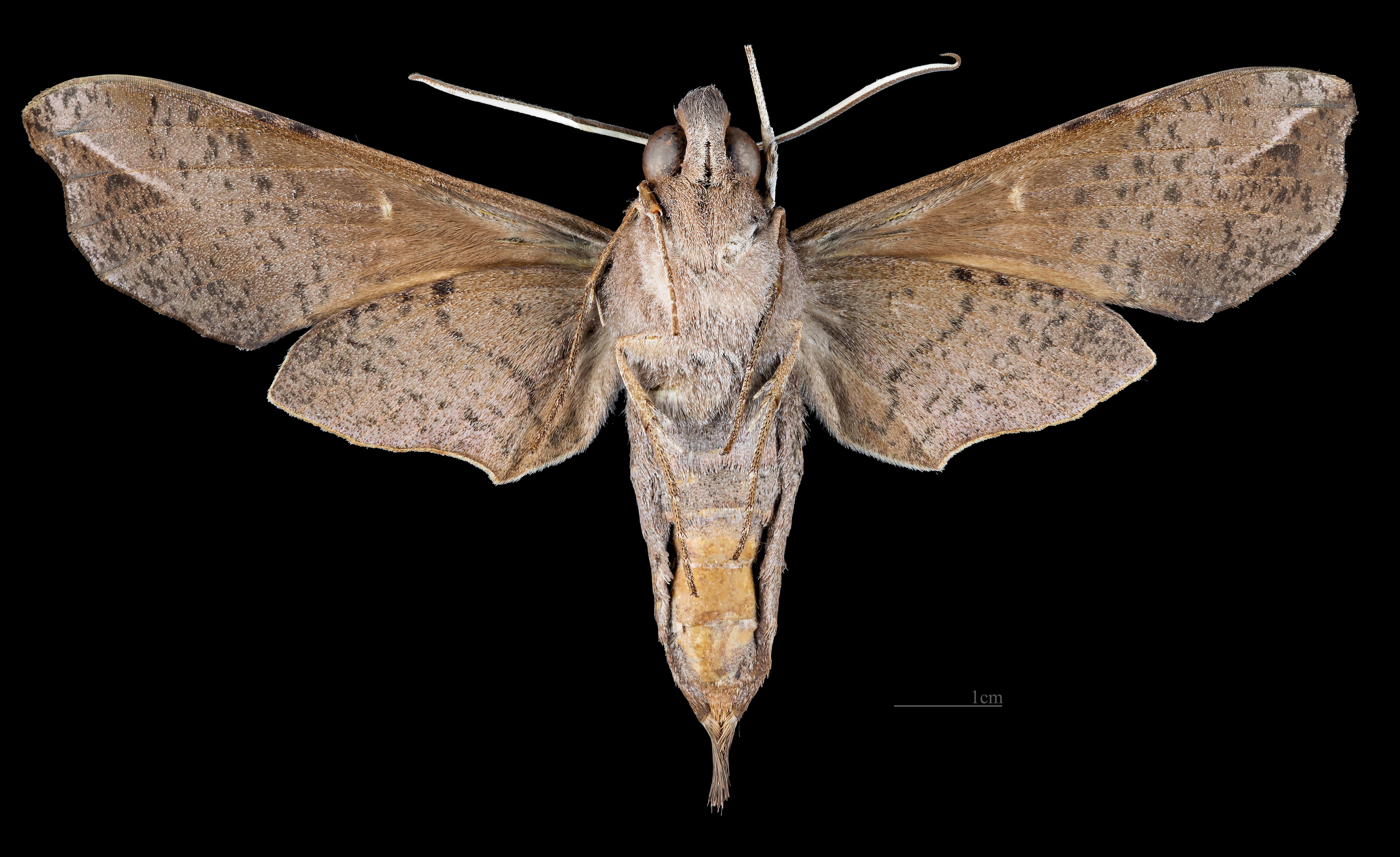
Callionima pan ♀  △

### Larva
Dati non disponibili.

### Pupa
I bruchi si impupano negli strati superficiali della lettiera del sottobosco.

## Distribuzione e habitat
L'areale di questa specie comprende il Messico, il Guatemala, la Costa Rica (Puntarenas, Lemon), il Suriname (locus typicus), il Venezuela meridionale (Táchira, Bolívar), l'Ecuador, il Perù, la Bolivia (Santa Cruz) ed il Brasile.

## Biologia
Durante l'accoppiamento, le femmine richiamano i maschi grazie ad un feromone rilasciato da una ghiandola, posta all'estremità addominale. Gli adulti di entrambi i sessi sono attratti dalla luce, ma soprattutto i maschi.

### Periodo di volo
In Costa Rica la specie è bivoltina con gli adulti che volano tra aprile e giugno e tra ottobre e gennaio.

### Alimentazione
Gli adulti suggono il nettare di fiori di varie specie.
I bruchi si alimentano su foglie di membri della famiglia Apocynaceae.

## Tassonomia

### Sottospecie
Sono state descritte due sottospecie:
- Callionima pan pan Cramer, 1779
- Callionima pan neivai Oiticica Filho, 1940 (locus typicus: Brasile, Stato di Rio de Janeiro)

### Sinonimi
Sono stati riportati due sinonimi:
- Calliomma pan neivai Oiticica Filho, 1940
- Sphinx pan Cramer, 1779